# Joseph Rossé

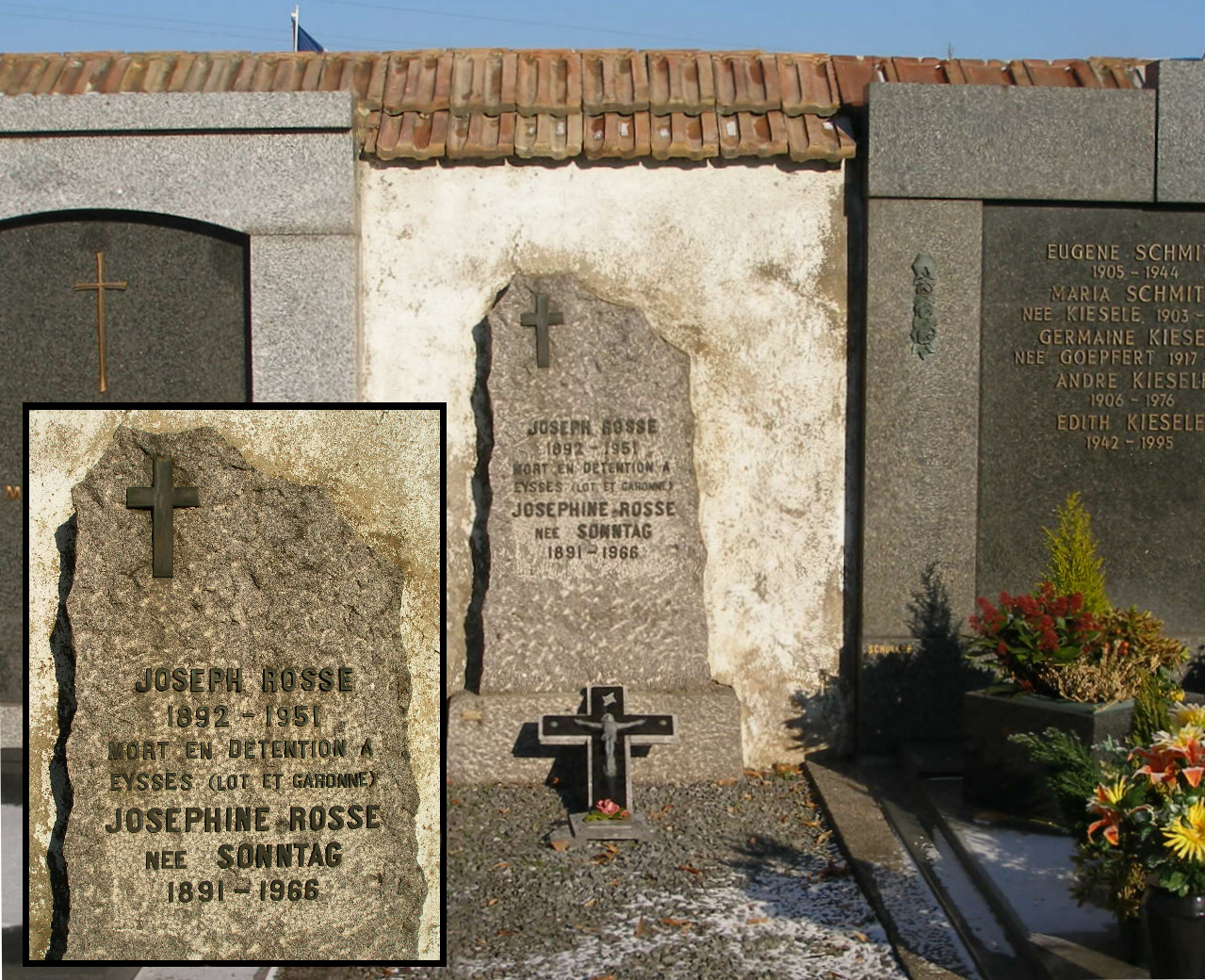
La tomba de Joseph Rossé a Colmar

Joseph Rossé (Montreux-Vieux, Alt Rin, 1892 – Vilanuèva d'Òlt (Olt i Garona), 24 d'octubre de 1951) fou un polític alsacià. Treballà com a mestre a Colmar i formà part de la redacció del diari Elsasser Kurier, òrgan del nacionalisme alsacià.
Milità en la Unió Popular Republicana, amb què fou elegit diputat el 1928, i el 1928 es va veure implicat amb Eugène Ricklin en el Procés de Colmar, pel que va perdre la condició de diputat, i condemnat a un any de presó i cinc de deportació. Fou amnistiat el 1931 i elegit novament diputat el 1932 fins al 1940. Participà en la creació del grup parlamentari Republicans de Centre, que el 1936 esdevingué Independents d'Acció Popular.
Fortament pacifista i anticomunista, va ser partidari de l'Acord de Múnic de 1938. El 1939 fou acusat de fer espionatge a favor d'Adolf Hitler i enviat a diverses presons franceses fins que les autoritats alemanyes n'ordenaren l'alliberament. Tot i que no col·laborà obertament amb els ocupants, fou arrestat el febrer de 1945, i el 1947 fou condemnat a 15 anys de treballs forçats. Va morir a la presó d'Eysses uns anys més tard.